# Thomasomys kalinowskii
Thomasomys kalinowskii är en däggdjursart som först beskrevs av Thomas 1894.  Thomasomys kalinowskii ingår i släktet paramoråttor, och familjen hamsterartade gnagare. IUCN kategoriserar arten globalt som sårbar. Inga underarter finns listade i Catalogue of Life.
Arten förekommer i Anderna i Peru. Individerna går främst på marken och vistas i bergsskogar.